# Kochać inaczej
Kochać inaczej – debiutancki album zespołu De Mono, wydany w 1989 roku. 

## Lista utworów
1. „Nikogo nie ma w domu” – 3:11
2. „De Mono i granice” – 3:04
3. „Afryka” – 5:06
4. „Otoczony” – 4:05
5. „Za oknami wiatr szaleje” – 4:01
6. „To nie była nasza wina” – 3:05
7. „Szybka piosenka o zabijaniu” – 1:49
8. „Za chwilę coś się stanie” – 4:28
9. „Mam już ciebie dość” – 2:51 (tytuł tej piosenki na płycie analogowej jest zapisany jako „Naprawdę mam ciebie dość”, a w książeczce płyty kompaktowej jako: „Mam ciebie dość"/„Mam już Ciebie dość”)
10. „Kochać inaczej” – 5:57

## Twórcy
- Muzyka: De Mono
- Teksty: Marek Kościkiewicz
- Wykonawcy: 
  - Marek Kościkiewicz – śpiew, gitara, instrumenty klawiszowe
  - Andrzej Krzywy – wokal
  - Jacek Perkowski – gitara
  - Piotr Kubiaczyk – gitara basowa
  - Dariusz Krupicz – perkusja
  - Robert Chojnacki – saksofon, instrumenty klawiszowe
  - Kostek Plewicki – fortepian (gościnnie)